# BE：FIRST
A szócikk címe technikai okok miatt pontatlan. A helyes cím: BE:FIRST.
BE:FIRST (ビーファースト) 7 tagú japán j-pop fiúegyüttes. 2021. augusztus 16-án jelent meg Shining One című daluk.

## Tagok
| No    | Név    | Név (kana) | Teljes név    | Születési dátum               | Születési hely      |
| ----- | ------ | ---------- | ------------- | ----------------------------- | ------------------- |
| BF-01 | SOTA   | ソウタ     | Shimao Sota   | 2001. január 18. (24 éves)    | Kanagava prefektúra |
| BF-02 | SHUNTO | シュント   | Kubo Shunto   | 2003. szeptember 1. (21 éves) | Aicsi prefektúra    |
| BF-03 | MANATO | マナト     | Hirose Manato | 2001. április 29. (23 éves)   | Fukuoka prefektúra  |
| BF-04 | RYUHEI | リュウヘイ | Kuroda Ryuhei | 2006. november 7. (18 éves)   | Aicsi prefektúra    |
| BF-05 | JUNON  | ジュノン   | Ikegame Junon | 1998. május 23. (26 éves)     | Tokió               |
| BF-06 | RYOKI  | リョウキ   | Miyama Ryoki  | 1999. április 26. (25 éves)   | Aicsi prefektúra    |
| BF-07 | LEO    | レオ       | Kamimura Reo  | 1998. szeptember 8. (26 éves) | Tokió               |